# Lijst van voetbalinterlands Bosnië en Herzegovina - Rusland (vrouwen)
Deze lijst van voetbalinterlands is een overzicht van alle officiële voetbalinterlands tussen de nationale vrouwenteams van Bosnië en Herzegovina en Rusland. De landen hebben tot nu toe zes keer tegen elkaar gespeeld.

## Wedstrijden
| № | Plaats         | Datum            | Competitie           | Wedstrijd                       | Uitslag |
| - | -------------- | ---------------- | -------------------- | ------------------------------- | ------- |
| 1 | Krasnoarmejsk  | 22 oktober 2011  | EK 2013 kwalificatie | Rusland − Bosnië en Herzegovina | 4 − 1   |
| 2 | Sarajevo       | 21 juni 2012     | EK 2013 kwalificatie | Bosnië en Herzegovina − Rusland | 0 − 1   |
| 3 | Rovinjsko Selo | 7 maart 2013     | Vriendschappelijk    | Rusland − Bosnië en Herzegovina | 1 − 0   |
| 4 | Zenica         | 5 april 2018     | WK 2019 kwalificatie | Bosnië en Herzegovina − Rusland | 1 − 6   |
| 5 | Moskou         | 4 september 2018 | WK 2019 kwalificatie | Rusland − Bosnië en Herzegovina | 3 − 0   |
| 6 | Zenica         | 26 oktober 2021  | WK 2023 kwalificatie | Bosnië en Herzegovina − Rusland | 0 − 4   |

## Samenvatting
| Competitie        | Totaal gespeeld | Winst Bosnië en Herzegovina | Gelijk | Winst Rusland | Doelsaldo Bosnië en Herzegovina – Rusland |
| ----------------- | --------------- | --------------------------- | ------ | ------------- | ----------------------------------------- |
| WK-kwalificatie   | 3               | 0                           | 0      | 3             | 1 − 13                                    |
| EK-kwalificatie   | 2               | 0                           | 0      | 2             | 1 − 5                                     |
| Vriendschappelijk | 1               | 0                           | 0      | 1             | 0 − 1                                     |
| Totaal            | 6               | 0                           | 0      | 6             | 2 − 19                                    |

N/FS BiH · A-internationals · Bosnisch mannenelftal
1997 – 2009 · 2010 – 2019 · 2020 – 2029
Albanië ·
Armenië ·
Azerbeidzjan ·
België ·
Bulgarije ·
Costa Rica ·
Denemarken ·
Engeland ·
Estland ·
Faeröer ·
Filipijnen ·
Georgië ·
Griekenland ·
Hongarije ·
Ierland ·
Israël ·
Italië ·
Jordanië ·
Kazachstan ·
Kroatië ·
Letland ·
Malta ·
Marokko ·
Montenegro ·
Noord-Ierland ·
Noord-Macedonië ·
Oekraïne ·
Polen ·
Portugal ·
Roemenië ·
Rusland ·
Schotland ·
Servië ·
Slovenië ·
Slowakije ·
Tsjechië ·
Turkije ·
Wales ·
Wit-Rusland ·
Zweden